# Paramyro
Paramyro – rodzaj pająków z rodziny lejkowcowatych. Obejmuje 2 opisane gatunki. Zamieszkują Nową Zelandię.

## Morfologia
Pająki te osiągają od 4,5 do 5,5 mm długości ciała. Ośmioro oczu rozmieszczonych jest w dwóch rzędach, tworząc zwartą grupę zajmującą niewiele ponad połowę szerokości głowowej części karapaksu. Oczy wszystkich par są podobnych rozmiarów z wyjątkiem oczu przednio-środkowych, które są wyraźnie mniejsze. Oczy pary przednio-środkowej leżą znacznie bardziej z tyłu niż pary przednio-bocznej. Szczękoczułki mają po 2 zęby na krawędziach tylnych oraz po 2–9 zębów na krawędziach przednich bruzd. Szerokość wciętej u podstawy wargi dolnej jest większa od jej długości.
Odnóża wszystkich par mają silne kolce, dwa szeregi trichobotrii na goleniach oraz jeden szereg trichobotrii na nadstopiach i stopach, umiejscowione subdystalnie organy tarsalne, silnie grzebykowane pazurki górne oraz zaopatrzone w dwa ząbki pazurki dolne. Kolejność par odnóży od najdłuższej do najkrótszej to: IV, I, II, III. Pierwsza para odnóży ma uda wyposażone w kolec prolateralny oraz golenie z dystalną parą kolców brzusznych obecną.
Opistosoma wyposażona jest w mały, porośnięty szczecinkami stożeczek oraz umieszczone blisko podstaw kądziołków przędnych przetchlinki. Genitalia samicy cechuje niezmodyfikowane epigynum zaopatrzone w listewkę i pozbawione kolców oraz niewielki zbiornik nasienny z silnie poskręcanymi przewodami.

## Taksonomia
Rodzaj ten wprowadzony został w 1973 roku przez Raymonda Roberta Forstera i Cecila Louisa Wiltona w czwartej części monografii poświęconej pająkom Nowej Zelandii. Autorzy wyznaczyli jego gatunkiem typowym opisanego w tej samej publikacji P. apicus.
Do rodzaju tego należą dwa opisane gatunki:
- Paramyro apicus Forster et Wilton, 1973
- Paramyro florae Forster et Wilton, 1973